# Ismaël Sombié
Ismaël Sombié est un militaire et homme politique burkinabè. Il est le ministre de l’Agriculture depuis le 27 juin 2023 dans le gouvernement de Jean-Emmanuel Ouédraogo,. Il cumulait les portefeuilles de l'Agriculture, des Ressources animales et halieutiques dans le gouvernement de Apollinaire Joachim Kyélem de Tambèla. 

## Biographie

### Enfance & Etudes
Ismaël Sombié naît au Burkina Faso en 1983. Commandant de l’armée, il est spécialiste en développement humain, sport et éducation physique. Titulaire de master II en recherche de science et technique des activités physique et sportive, il a été le chef de service sport à la direction centrale des Sport des armées avant d’être nommé directeur des sports de la gendarmerie nationale de juin 2013 à décembre 2014.

## Carrière militaire
Titulaire de Master II en recherche de science et technique des activités physique et sportive, il a été le chef de service sport à la direction centrale des sport des armées avant d’être nommé directeur des sports de la gendarmerie nationale de juin 2013 à décembre 2014. 
Ismael Sombié a été également le directeur général de l’office de gestion des infrastructure sportives (OGIS). Directeur de cabinet au ministère des sports et des loisirs de 2014 à 2016, il a occupé le poste de directeur adjoint de l’institut des sciences du sport et du développement humain (ISSDH). Il va enseigner à temps plein dans cet institution de 2016 à 2017, puis se spécialise au programme sport et éducation physique au centre de développement de la jeunesse et des sport à la CEDEAO.

## Carrière administrative et politique
Ismaël Sombié a été le directeur général de la société nationale de gestion des stocks de sécurité alimentaire (SONAGESS) de décembre 2022 à juin 2023. Depuis le 27 juin 2023, il est le ministre d’État, ministre chargé de l’agriculture. Plusieurs médias l’ont fait l’homme de l’année 2024 au regard de ses engagements dans la promotion de l’agriculture au Burkina Faso,,.

## Distinctions
- 2024 : Officier de l'Ordre de l'Étalon